# QUICC
QUICC (аббр. от англ. QUad Integrated Circuit Controller, Счетверённый интегрированный контроллер) — электронный процессор со множеством интегрированных коммуникационных интерфейсов. Первыми QUICC являлись Motorola 68360 (англ.) архитектуры m68k (1993 год). За ними последовали устройства архитектуры PowerPC: PowerQUICC, PowerQUICC II, PowerQUICC II+ и PowerQUICC III. Очень популярны среди производителей телекоммуникационного оборудования. Иногда используются в SATA-контроллерах для применения в SAN.